# اداره کل اقدام اقلیمی
اداره کل اقدام اقلیمی (انگلیسی: Directorate-General for Climate Action) یک اداره کل در کمیسیون اروپا است. این اداره مسئول مذاکرات بین‌المللی اتحادیه اروپا در مورد اقلیم، توسعه و اجرای قوانین سیستم تجارت و انتشار آلاینده‌ها در اتحادیه اروپا و مسئول طراحی طرح تحول «قرارداد سبز اروپا» است که از سال ۲۰۲۳ توسط کورت واندنبرگه رهبری می‌شود. کمیسیونر اجرای این طرح در سال ۲۰۲۲ فرانس تیمرمنز بود.
این اداره که در سال ۲۰۲۰، ۲۰۹ کارمند داشت، ارتباط نزدیکی با اداره‌های کل محیط زیست و اداره کل انرژی دارد.